# Charbuy
Charbuy est une commune française située dans le département de l'Yonne en région Bourgogne-Franche-Comté. Elle fait partie de l'agglomération d'Auxerre et c'est une commune membre de la Communauté de l’Auxerrois.
Ses habitants sont appelés les Charbuysiens.

## Géographie

### Situation
Charbuy est une commune située dans le département de l'Yonne, dans la région Bourgogne. Elle est située à 159 mètres d'altitude et a une superficie de 23,4 km² (soit 71,4 hab/km²).
Auxerre est à 8 km au sud-est, et Paris à environ 143 km (nord-ouest) par l'autoroute A6, dont l'échangeur d'Appoigny est à 11 km au nord-est.

### Hameaux
La commune comprend 1 800 habitants sur une surface totale de 2340 hectares, une population répartie dans le village et dans dix-sept hameaux :
- Beaurepaire
- Les Bois de Charbuy
- Le Bourg
- Brécy
- Chaumois
- Les Courlis
- Le Cul du Four
- La Gruère
- Les Gueudins
- Le Placeau
- Grand Ponceau
- Petit Ponceau
- Les Ragons
- Riot
- La Valette
- Les Varennes
- Vieux Champs

### Climat
Pour des articles plus généraux, voir Climat de la Bourgogne-Franche-Comté et Climat de l'Yonne.
En 2010, le climat de la commune est de type climat océanique dégradé des plaines du Centre et du Nord, selon une étude du Centre national de la recherche scientifique s'appuyant sur une série de données couvrant la période 1971-2000. En 2020, Météo-France publie une typologie des climats de la France métropolitaine dans laquelle la commune est exposée à un climat océanique altéré et est dans une zone de transition entre les régions climatiques « Lorraine, plateau de Langres, Morvan » et « Centre et contreforts nord du Massif Central ». 
Pour la période 1971-2000, la température annuelle moyenne est de 10,9 °C, avec une amplitude thermique annuelle de 15,7 °C. Le cumul annuel moyen de précipitations est de 735 mm, avec 11,8 jours de précipitations en janvier et 7,8 jours en juillet. Pour la période 1991-2020, la température moyenne annuelle observée sur la station météorologique de Météo-France la plus proche, « Aillant », sur la commune de Montholon à 10 km à vol d'oiseau, est de 11,5 °C et le cumul annuel moyen de précipitations est de 727,4 mm. 
La température maximale relevée sur cette station est de 42,7 °C, atteinte le 24 juillet 2019 ; la température minimale est de −23,5 °C, atteinte le 25 février 1986,,. 
Les paramètres climatiques de la commune ont été estimés pour le milieu du siècle (2041-2070) selon différents scénarios d'émission de gaz à effet de serre à partir des nouvelles projections climatiques de référence DRIAS-2020. Ils sont consultables sur un site dédié publié par Météo-France en novembre 2022.

### Voies de communication et transports
Réseau routier
Deux routes principales desservent la commune : la D89 d'Auxerre (au S-E) à Aillant-sur-Tholon au nord-ouest ; et la D48 reliant la commune voisine Lindry au sud-ouest à Seignelay au nord-est.
L'échangeur d'Appoigny (sortie 19 Auxerre-Nord) pour l'autoroute A6 est à 11 km au nord-est sur la D606.
Transports ferroviaires
Le trafic ferroviaire s’effectue principalement depuis la gare SNCF d’Auxerre-Saint-Gervais à 11 km du village. Des trains quotidiens et réguliers relient Auxerre à Paris (gare de Lyon, gare de Bercy). (La gare d’Auxerre-Saint-Amatre, au sud-ouest d'Auxerre, est désaffectée.)
La gare de Laroche-Migennes, mieux desservie, est à 20 km au nord.
Transports aériens
L’aérodrome d'Auxerre - Branches est en partie situé sur le nord-est de la commune.
Chemins pédestres
Le GR 13 passe par le village, traversant la commune approximativement d'est en ouest.

## Urbanisme

### Typologie
Au 1er janvier 2024, Charbuy est catégorisée commune rurale à habitat dispersé, selon la nouvelle grille communale de densité à sept niveaux définie par l'Insee en 2022.
Elle est située hors unité urbaine. Par ailleurs la commune fait partie de l'aire d'attraction d'Auxerre, dont elle est une commune de la couronne,. Cette aire, qui regroupe 104 communes, est catégorisée dans les aires de 50 000 à moins de 200 000 habitants,.

### Occupation des sols

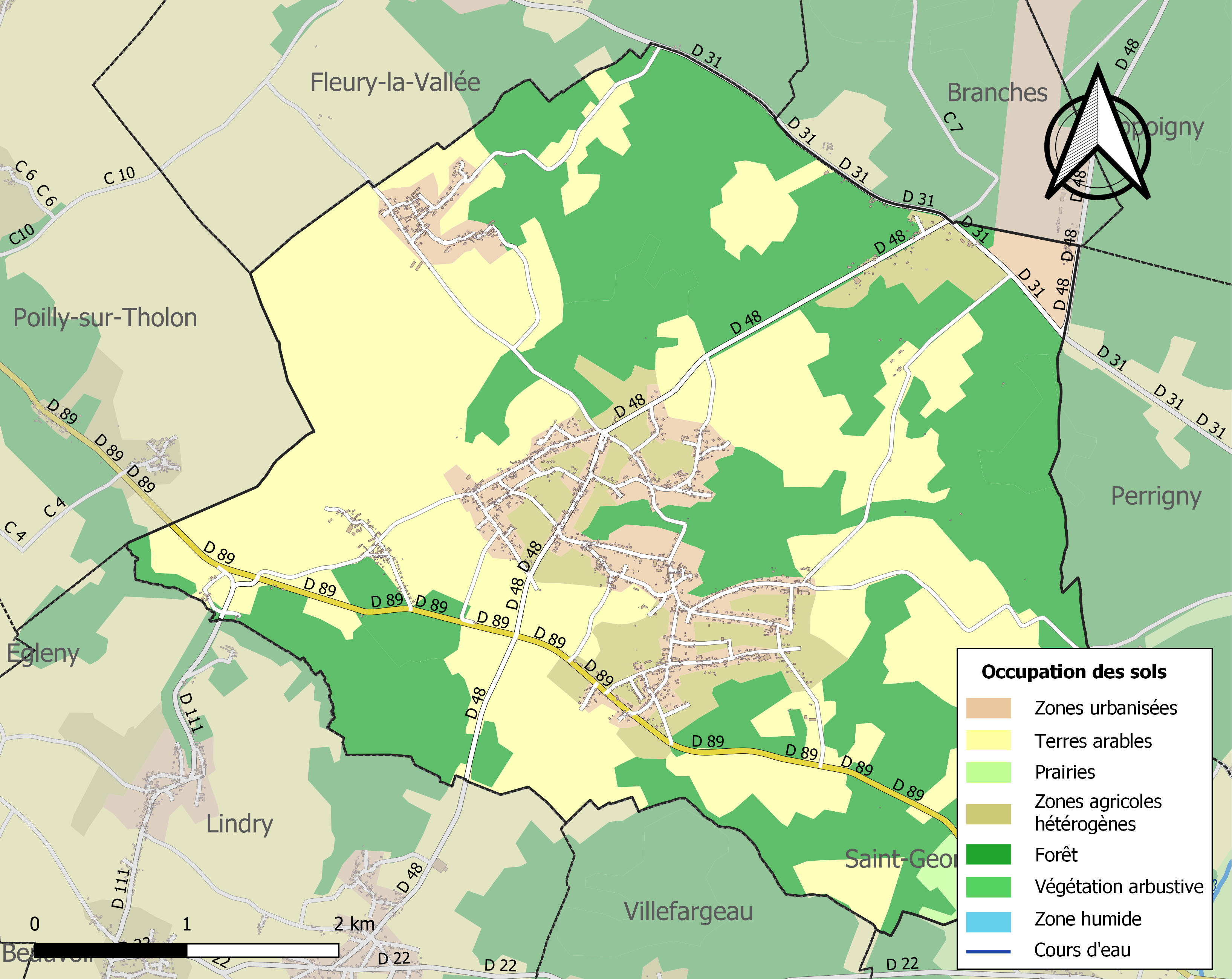
Carte des infrastructures et de l'occupation des sols de la commune en 2018 (CLC).

L'occupation des sols de la commune, telle qu'elle ressort de la base de données européenne d’occupation biophysique des sols Corine Land Cover (CLC), est marquée par l'importance des territoires agricoles (50,3 % en 2018), en diminution par rapport à 1990 (51,9 %). La répartition détaillée en 2018 est la suivante : 
terres arables (41,8 %), forêts (41,6 %), zones urbanisées (7,2 %), zones agricoles hétérogènes (7,2 %), prairies (1,3 %), zones industrielles ou commerciales et réseaux de communication (0,9 %).
L'IGN met par ailleurs à disposition un outil en ligne permettant de comparer l’évolution dans le temps de l’occupation des sols de la commune (ou de territoires à des échelles différentes). Plusieurs époques sont accessibles sous forme de cartes ou photos aériennes : la carte de Cassini (XVIIIe siècle), la carte d'état-major (1820-1866) et la période actuelle (1950 à aujourd'hui).

## Histoire
Sous l'ancien régime, Charbuy (ou Charbuis) était en Champagne, diocèse d'Auxerre, parlement et intendance de Paris, élection de Tonnerre.
Château de Beauretour (ou Beaurepaire) : Jusqu'au milieu du XIVe siècle un château de Beauretour (en latin Bellus reditus, aussi traduit par Beaurepaire, qui est le nom actuel du hameau), était une propriété de l'évêché d'Auxerre. Il datait au plus tard du XIIe siècle car la première mention de Beauretour, citée dans les Mémoires concernant l’histoire ecclésiastique et civile d’Auxerre de l'abbé Lebeuf, concerne Hugues de Noyers, 57e évêque d'Auxerre 1183-1206, qui y fait d'importants investissements et, selon Lebeuf, rend Beauretour « digne d'un prince ». Il y fait construire de splendides bâtiments et fait entièrement remanier l'extérieur : l'endroit étant un pays de bois et de marécages, il fait creuser trois étangs en succession pour assécher les terres ; fait créer des jardins, arracher des bois et en replanter d'autres pour former un grand parc avec garennes et vergers. Il profite du remuement des terres pour élaborer des défenses en ajoutant ponts et portails.
Puis Henri de Villeneuve (59e évêque 1220-1234) s'y retire vers la fin de sa vie et y meurt le 18 janvier 1234.
Guy de Mello (62e évêque 1247-1269) y fait faire également de gros travaux, engageant « d'énormes dépenses » qu'il aurait encore augmentées « si cet endroit lui eut paru plus gracieux ». Il fait rehausser l'édifice, agrandit l'intérieur entre la grande salle et la chapelle, et en accroît l'esthétique et l'utilitaire avec des vergers et de nouveaux étangs.
Erard de Lesignes (63e évêque 1270-1278) y donne une salle neuve et fait construire quelques appartements à l'entrée.
Aymeric Guénaud (79e évêque 1331-1339) s'y trouve lorsqu'il appose son sceau en tant qu'exécuteur testamentaire en 1338 de Guillaume de Sainte-Maure, chancelier de France (1329-1335), doyen de Saint-Gatien et de Saint-Martin de Tours.
Audoin Albert, 75e évêque 1351-1352, tient sa charge moins de deux ans mais dans une période troublée, celle de la peste noire, entraînant une baisse importante de ses revenus qui sera la cause de la démolition de Beauretour. Il juge le château superflu, vu le voisinage d'autres maisons épiscopales. De fait Beauretour ne soutient pas la comparaison avec son proche voisin, le château de Régennes, la perle des résidences épiscopales de l'évêché, et dont les très riches terres sont à seulement 8 km au nord-est de Charbuy et 11 km au nord d'Auxerre. C'est également une position plus stratégique, puisqu'il jouxte pratiquement la route Paris-Lyon et tient le pertuis éponyme de Régennes, passage essentiel pour la navigation sur l'Yonne. Audoin Albert décide donc qu'en regard du double emploi de ses demeures épiscopales, les frais d'entretien de Beauretour sont une charge trop importante. Il demande l'accord du chapitre qui consent à la destruction de l'essentiel du château. Il n'en reste plus que les étables ou écuries, le four, le grand portail et la maison du portier. On distingue encore la trace des anciens fossés.
Ponceaux fut le siège d'une seigneurie importante, dont dépendait la terre de Fleury.
Vieuxchamps était un fief relevant de la baronnie de Toucy. Il appartenait au XIXe siècle aux Baudesson (famille d'Auxerre), qui en prirent le nom, et qui furent aussi châtelains d'Arcy-sur-Cure (actuel centre équestre).
La Chaineaux était un fief où s'élevait un château aujourd'hui disparu.

## Lieux et monuments

### L'église Saint-Médard

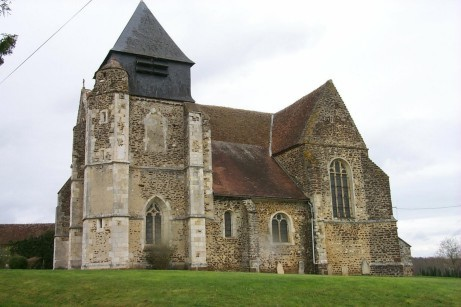
L'église Saint-Médard

L'église Saint-Médard a été construite au XVe siècle. Son historique a donné lieu à une « légende » charbuysienne : un dimanche d'avant Noël, lors de la messe dominicale, une châtelaine de Beaurepaire aurait convié à un grand buffet tous les pauvres de la paroisse et des environs qui s'étaient querellés avec elle. À cette occasion, elle fit remplir de paille la cour de son château et elle condamna également les issues secondaires pour ne garder que la grande porte comme accès. Une fois tous les convives présents, elle bloqua la grande porte et mit le feu à la paille, brûlant ainsi ses hôtes. Elle s'échappa par un passage secret ayant une sortie sur la route menant à Auxerre. Cependant, elle se fit rattraper et capturer par les villageois. Son châtiment expiatoire fut de reconstruire l'église en utilisant les pierres de son château. Que l'église ait été victime d'un incendie, c'est fort possible ; qu'il ait été accidentel ou volontaire, et provoqué par une châtelaine (alors qu'il s'agit d'un fief ecclésiastique), cela reste à démontrer. De nos jours, on peut toujours voir le buste d'une femme portant une couronne de roses à la pointe du portail principal. L'église abrite également de nombreuses autres sculptures : La Vierge de Pitié, sainte Anne et la Vierge, saint évêque ressuscitant un enfant (saint Nicolas ?), le Christ en croix, et une plaque commémorative de fondation du prêtre G. Fleury.

## Héraldique
| Blason | Blasonnement : « Parti, de gueules à la tour d'argent sommée d'une crosse issante d'or, posée sur un talus de même environné d'arbres de sinople ; et d'azur à la corne d'abondance d'or d'où s'échappent des produits de la terre ; au chef de sinople portant le nom de la commune entre deux étoiles, le tout d'or ». |

La création du blason remonte à l'époque du jumelage avec la commune allemande de Serrig (vers 1981).
Sur la partie gauche, le « gueules » correspond à la couleur rouge de l'écu. La tour surmontée d'une crosse en or rappelle l'ancien château épiscopal de Beauretour.
Le sol sablonneux de la commune est représenté par la partie jaune du blason (or, appelé de même pour éviter une répétition avec l'or de la crosse) où est posée la tour. Les arbres verts (sinople) qui entourent le talus symbolisent l'importance de l'espace boisé (environ 1/3 de la commune).
Sur la partie droite, le fond bleu du blason se dit d'azur, et peut évoquer les étangs. La corne d'abondance d'où se déversent des produits de la terre (fruits, légumes) rappelle la riche production maraîchère traditionnelle de la commune.
En haut (sur le chef), le vert du sinople rappelle encore l'étendue des bois. Le chef sert de bandeau où figure en lettres d'or le nom de la ville entouré de deux étoiles ; peut-être une allusion à l'association "l'Étoile Sportive Charbuysienne" (ESC) ?

## Politique et administration

### Liste des maires
L'équipe  municipale est constituée d'un maire, de cinq adjoints municipaux, et de onze conseillers.
| Période   | Période  | Identité         | Étiquette | Qualité |
| --------- | -------- | ---------------- | --------- | ------- |
| 1947      | 1974     | Georges Horry    |           |         |
| 1974      | 1995     | Georges Bonnerue |           |         |
| mars 1995 | en cours | Gérard Delille   |           |         |

### Élection présidentielle
À l'élection présidentielle de 2007, 1 269 électeurs étaient inscrits. Seuls 1 137 ont voté (soit 89,60 %). Au premier tour, Nicolas Sarkozy l'emporte avec 32 % des voix (Ségolène Royal : 21 %, François Bayrou 20 %, Jean-Marie Le Pen 12 %, et Olivier Besancenot 6 %). Au second tour, Nicolas Sarkozy l'a emporté avec 58 % des voix contre Ségolène Royal avec 42 % des voix.

## Démographie
L'évolution du nombre d'habitants est connue à travers les recensements de la population effectués dans la commune depuis 1793. Pour les communes de moins de 10 000 habitants, une enquête de recensement portant sur toute la population est réalisée tous les cinq ans, les populations de référence des années intermédiaires étant quant à elles estimées par interpolation ou extrapolation. Pour la commune, le premier recensement exhaustif entrant dans le cadre du nouveau dispositif a été réalisé en 2004.

En 2022, la commune comptait 1 870 habitants, en évolution de −0,05 % par rapport à 2016 (Yonne : −1,95 %, France hors Mayotte : +2,11 %).
| 1793 | 1800 | 1806 | 1821  | 1831  | 1836  | 1841  | 1846  | 1851  |
| ---- | ---- | ---- | ----- | ----- | ----- | ----- | ----- | ----- |
| 873  | 971  | 934  | 1 121 | 1 270 | 1 246 | 1 276 | 1 319 | 1 343 |

| 1856  | 1861  | 1866  | 1872  | 1876  | 1881  | 1886  | 1891  | 1896  |
| ----- | ----- | ----- | ----- | ----- | ----- | ----- | ----- | ----- |
| 1 379 | 1 352 | 1 356 | 1 243 | 1 240 | 1 215 | 1 238 | 1 211 | 1 183 |

| 1901  | 1906  | 1911  | 1921 | 1926 | 1931 | 1936 | 1946 | 1954 |
| ----- | ----- | ----- | ---- | ---- | ---- | ---- | ---- | ---- |
| 1 153 | 1 125 | 1 071 | 943  | 914  | 879  | 841  | 813  | 770  |

| 1962 | 1968 | 1975 | 1982  | 1990  | 1999  | 2004  | 2006  | 2009  |
| ---- | ---- | ---- | ----- | ----- | ----- | ----- | ----- | ----- |
| 778  | 744  | 838  | 1 171 | 1 463 | 1 607 | 1 575 | 1 596 | 1 718 |

| 2014  | 2019  | 2022  | - | - | - | - | - | - |
| ----- | ----- | ----- | - | - | - | - | - | - |
| 1 829 | 1 854 | 1 870 | - | - | - | - | - | - |

## Logements
La commune regroupe 651 logements (dont 579 en résidences principales). 89,6 % de ces logements possèdent au minimum quatre pièces. 99,1 % de ces logements sont des maisons. Et 91,9 % des résidents sont propriétaires. 65,1 % des résidents ont emménagé à Charbuy il y a plus de 19 ans.
Au dernier recensement, le village abritait 579 ménages. Les ménages d'une seule personne représentaient 13,8 %. 95,0 % de ces ménages possèdent au moins une voiture.

## Vie économique
La vie économique de Charbuy tourne autour de la culture de céréales, de légumineuses et de graines oléagineuses, et d'élevage d'animaux.
Le village regroupe quatre professionnels de santé, un salon de coiffure, une boulangerie, une boucherie, un café et une pharmacie.
Situation professionnelle
Le village regroupe 847 actifs, dont 78,1 % ont un emploi (4,9 % sont au chômage). 728 personnes sont inactives.
Les retraités et préretraités représentent 15,8 % de la population, les étudiants et stagiaires, 7,4 %.

## Jumelages

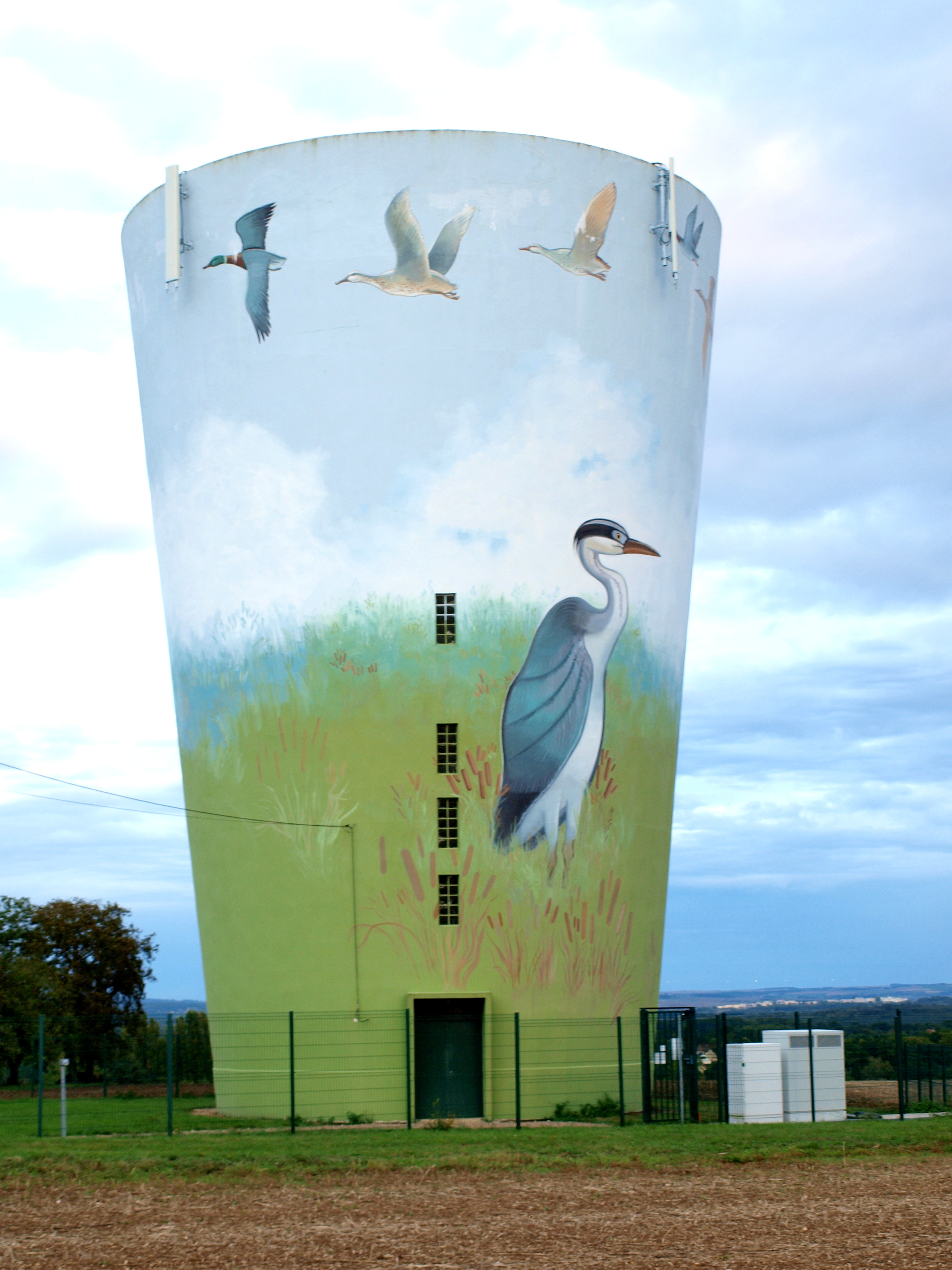
Château d'eau de Charbuy

- Serrig,  Allemagne

## Vie quotidienne

### Eau
Jusqu'à fin 2016 le SIAEP gérait l'approvisionnement en eau potable. Le SIAEP a été dissout et la compétence pour l'eau potable est depuis transférée à la Lyonnaise des Eaux.

### Enseignement
La commune abrite une école maternelle « le château du rosaire » et une école élémentaire de 137 élèves à la rentrée 2009.
Pour l'enseignement du second degré, les élèves doivent se rendre à Auxerre ou à Saint-Georges :
| Collèges - Collège Albert-Camus - Collège Bienvenu-Martin - Collège Denfert-Rochereau - Collège Paul-Bert - Collège privé Saint-Joseph - Collège Jean-Bertin | Lycées - Lycée agricole Auxerre-La Brosse - Lycée Joseph-Fourier - Lycée Jacques-Amyot - Lycée professionnel Saint-Germain - Lycée privé Saint-Joseph - Lycée professionnel Vauban |

De même, pour l'enseignement supérieur, les étudiants  se réunissent à Auxerre : 
- Le Centre départemental de l’IUFM
- Le CIFA (Centre interprofessionnels de formation d’apprentis) qui prépare aux métiers de la gestion, de la vente, de l’esthétique, de l’immobilier et de l’hôtellerie/restauration.
- Chambre de commerce et de l’industrie avec des formations en management, commerce, gestion et forces de vente.
- Institut de formation des soins infirmiers
- Lycée Jacques-Amyot, lycée Fourier, lycée agricole de la Brosse, lycée Saint-Joseph.
- IUT d’Auxerre.
- Maison de l’entreprise : formation en alternance d’ingénieurs (ITII Bourgogne) et de commerce et gestion.

### Sports
Le village finance également un centre de loisirs « les moustix » qui propose de  nombreuses activités culturelles (bibliothèque, école de musique...), sportives (athlétisme, badminton, football, judo...), ou de loisirs (art floral, club canin, etc.)
À Charbuy se situe également un Centre équestre - Poney club, dans le hameau de Vieux-Champs.

### Santé
Le village dépend du CH d'Auxerre.
Néanmoins, on peut trouver un médecin, un chirurgien-dentiste, deux infirmières et deux kinésithérapeutes.

## Pour approfondir